# Церква Різдва Пресвятої Богородиці (Фащівка)
Церква Різдва Пресвятої Богородиці в Фащівці — парафія і храм греко-католицької громади Підволочиського деканату Тернопільсько-Зборівської архієпархії Української греко-католицької церкви в селі Фащівка Тернопільського району Тернопільської области.
Оголошена пам'яткою архітектури місцевого значення.

## Історія церкви
Храм був збудований у 1867 році. Спочатку він належав до Гримайлівського деканату УГКЦ, і його обслуговували священники з парафії села Мала Лука. Пізніше він перейшов до Підволочиського деканату.
У період з 1946 по 1960 рік парафія і храм були підпорядковані РПЦ. У 1960 році державна влада закрила церкву, використовуючи її як музейний склад сакральних предметів. У 1990 році парафія і храм знову повернулися в лоно УГКЦ.
При парафії діють Марійська дружина та братство Матері Божої Неустанної Помочі. У центрі села розташовано хрест, біля якого проводяться богослужіння та панахиди на честь державних і релігійних свят.

## Парохи
- о. Михайло Валійон (1990—1992),
- о. Ярослав Задоріжний (з липня 1992).